# Fokker V.9
Die Fokker V.9 gehörte im Ersten Weltkrieg zu einer Reihe von deutschen Versuchsjagdflugzeugen, die schließlich zum in geringer Stückzahl gebauten Jäger D.VI führten. Die Flugzeuge waren sehr ähnlich, variierten aber im Detail und in den Antrieben.

## Versionen
Die V.9 wurde am 24. August 1917 in Auftrag gegeben und im Oktober des Jahres mit der Werknummer 1831 fertig gestellt. Sie wurde von einem 110 PS (81 kW) starken Umlaufmotor Oberursel Ur II angetrieben und flog erstmals im Dezember 1917; die darauf folgenden Versionen flogen 1918. Nach der Teilnahme am ersten Vergleichsfliegen in Berlin-Adlershof im Januar 1918 wurde sie als reguläre D.VI mit der Nummer 1630/18 in Dienst gestellt.
Die V.12 mit der Werknummer 1980 wurde von einem experimentellen Steyr-Le-Rhône-Motor mit 160 PS (118 kW) angetrieben. Sie wurde am 22. Oktober 1917 von Österreich-Ungarn noch unter der Bezeichnung V.13 bestellt und am 3. Januar 1918 ohne Antrieb und Bewaffnung übergeben. Die ersten Tests erbrachten gute Leistungen, so dass im Juni 1918 14 Exemplare als D.VI bestellt wurden, von denen sieben ausgeliefert wurden. Im Juli des Jahres nahm die V.12 an einem Vergleichsfliegen in Aspern teil. Eine weitere V.12 mit der Werknummer 1982 wurde am 29. Oktober mit einem Ur-II-Motor in Auftrag gegeben und ebenfalls am 3. Januar ausgeliefert, verwirrenderweise nun unter dem Kürzel V.13.
Die V.14 mit der Werknummer 1983 wurde wie die V.12 von einem 160 PS (118 kW) starken Steyr-Le-Rhône angetrieben. Auch sie war ursprünglich eine V.13 mit einem Ur-III-Motor und wurde am 2. November 1917 mit dem Steyr-Antrieb in Auftrag gegeben. 1918 nahm sie, nun wieder als V.13 I bezeichnet, am ersten Vergleichsfliegen für D-Flugzeuge in Adlershof teil.
Die V.16 wurde von einem 110 PS (81 kW) starken Oberursel Ur II angetrieben und am 3. Dezember 1917 in Auftrag gegeben. Es entstand ein Exemplar mit der Werknummer 2085, das in seiner Auslegung dem Dreidecker V.7 ähnelte, aber keine mittlere Tragfläche besaß. Der dadurch vergrößerte Flächenabstand bewirkte eine Verschlechterung der Flugeigenschaften, was zur Einstellung der Versuche führte.
Die V.33 war eine Weiterentwicklung der V.9 vom August 1918. Sie wurde mit Oberursel-Motoren Ur II und Ur III mit 110 PS (81 kW) beziehungsweise 140 PS (103 kW) getestet. Sie wurde nach dem Waffenstillstand in die Niederlande überführt und dort mit einem 80-PS-Motor von Le-Rhône als Sportflugzeug genutzt.

## Technische Daten
| Kenngröße                 | Daten (V.9)                                                          | Daten (V.12)                                                         | Daten (V.16)                                                         |
| ------------------------- | -------------------------------------------------------------------- | -------------------------------------------------------------------- | -------------------------------------------------------------------- |
| Besatzung                 | 1                                                                    | 1                                                                    | 1                                                                    |
| Spannweite (oben)         | 7,70 m                                                               | 7,68 m                                                               | 8,70 m                                                               |
| Länge                     | 5,90 m                                                               | 7,50 m                                                               | 5,80 m                                                               |
| Höhe                      | 2,80 m                                                               | 2,80 m                                                               | 2,95 m                                                               |
| Flügelfläche              | 16,5 m²                                                              | 18,5 m²                                                              | 16,8 m²                                                              |
| Leermasse                 | 381 kg                                                               | 340 kg                                                               |                                                                      |
| Startmasse                | 572 kg                                                               | 544 kg                                                               |                                                                      |
| Antrieb                   | ein luftgekühlter Umlaufmotor mit starrer Zweiblatt-Holzluftschraube | ein luftgekühlter Umlaufmotor mit starrer Zweiblatt-Holzluftschraube | ein luftgekühlter Umlaufmotor mit starrer Zweiblatt-Holzluftschraube |
| Typ                       | Oberursel Ur II                                                      | Oberursel Ur II                                                      | Oberursel-Le Rhône                                                   |
| Startleistung             | 110 PS (81 kW)                                                       | 110 PS (81 kW)                                                       | 110 PS (81 kW)                                                       |
| Kraftstoffvorrat          | 45 kg                                                                | 75 l                                                                 |                                                                      |
| Höchstgeschwindigkeit     |                                                                      |                                                                      | 200 km/h                                                             |
| Steigzeit auf 1000 m Höhe | 2,5 min                                                              | 2 min                                                                |                                                                      |
| Steigzeit auf 2000 m Höhe | 4,7 min                                                              | 4,5 min                                                              | 4,5 min                                                              |
| Steigzeit auf 3000 m Höhe | 7,7 min                                                              | 7,3 min                                                              | 7,5 min                                                              |
| Steigzeit auf 4000 m Höhe | 11,0 min                                                             | 11,5 min                                                             | 11,7 min                                                             |
| Steigzeit auf 5000 m Höhe | 15,5 min                                                             | 15,7 min                                                             | 17,7 min                                                             |
| Steigzeit auf 6000 m Höhe |                                                                      | 21,0 min                                                             |                                                                      |
| Bewaffnung                | zwei MG                                                              | zwei MG                                                              | zwei MG                                                              |